# Tom Bateman
Tom Bateman, född 15 mars 1989 i Oxford, Oxfordshire, är en brittisk skådespelare.
Bateman har bland annat medverkat i TV-serien Based on a True Story från 2023. Han har även medverkat i filmerna Mordet på Orientexpressen från 2017 och Döden på Nilen från 2022.

## Filmografi (i urval)
- 2017 – Mordet på Orientexpressen
- 2022 – Döden på Nilen
- 2023 – Based on a True Story (TV-serie)
- 2023 – Funny Woman (TV-serie)
- 2025 – Hedda